# Óscar Mendoza Azurdia
Óscar Mendoza Azurdia (Guatemala, 4 de junio de 1917-9 de enero de 1995) fue un coronel que conformó la dictadura (la Junta Militar de 1957) que gobernó Guatemala desde el 24 de octubre de 1957 hasta el 26 de octubre de 1957. El 12 de septiembre de 1980 fue elegido vicepresidente después de la dimisión de Francisco Villagrán. Sirvió hasta el golpe de Estado perpetrado por Efraín Ríos Montt en marzo de 1982. La suya fue una de las presidencias más cortas de la historia de Guatemala después de la de Carlos Enrique Díaz de León (1910-1971), que gobernó entre el 27 y el 28 de junio de 1954.
Azurdia se casó con Berta Rosales de Mendoza. Tuvieron 9 hijos (Berta Cecilia Mendoza, María Josefa Mendoza, Rodolfo Mendoza, Berta Mendoza, Juan Mendoza, Óscar Mendoza, Ricardo José Mendoza, Carmen Alicia Mendoza y Rodrigo Mendoza).